# 異世奇人 (2013特輯)
英國科幻電視劇《異世奇人》的2013年特輯共有2集，劇情銜接系列7，其中包括一集2013年聖誕特輯，這也是本劇50週年慶典的特別節目。
這兩集中，馬特·史密斯繼續飾演類人外星人第十一任博士，一位能夠通過TARDIS穿越時空的時間領主。珍娜·科爾曼飾演博士的同伴克拉拉·奧斯瓦德。在第一集中，第十任博士和同伴羅斯的飾演者大衛·田納特和比莉·派佩客串回歸。聖誕特輯中，彼得·卡帕爾蒂取代馬特·史密斯成為重生後的第十二任博士。

## 劇集
| 故事 | 集數 | 標題                   | 譯名     | 導演      | 編劇          | 首播日期       | 英國收視 (百萬) | 指數 |
| ---- | ---- | ---------------------- | -------- | --------- | ------------- | -------------- | --------------- | ---- |
| 240  | 1    | The Day of the Doctor  | 博士之日 | 尼克·胡蘭 | 史蒂芬·莫法特 | 2013年11月23日 | 12.80           | 88   |
| 241  | 2    | The Time of the Doctor | 博士之時 | 傑米·佩恩 | 史蒂芬·莫法特 | 2013年12月25日 | 11.14           | 83   |

備註：
1. ↑  2013年的聖誕特輯。

## 資料來源
1. 1 2  . Doctor Who News.   [2019-06-18]. （原始内容存档于2015-10-18） （英国英语）.

## 外部連結
- 官方网站
- 《Doctor Who》各集列表 来自互联网电影数据库